# راف سی‌تی‌آر۲
راف سی‌تی‌آر۲ (Ruf CTR۲) خودرویی است که در سال‌های ۱۹۹۵ تا ۱۹۹۷تولید شده‌است.
این خودرو در کلاس خودرو اسپورت قرار گرفته، طراحی آن موتور عقب، خودرو چهار چرخ محرک بوده طول آن در حالت طبیعی ۴٬۲۹۰ میلیمتر (۱۶۹ اینچ)، عرض آن در حالت طبیعی ۱٬۷۳۵ میلیمتر (۶۸٫۳ اینچ) و ارتفاع آن در حالت طبیعی ۱٬۳۰۰ میلیمتر (۵۱ اینچ) و وزن آن در حالت طبیعی ۱٬۳۸۱ کیلوگرم (۳٬۰۴۵ پوند) است. سیستم جعبه‌دندهٔ آن ۶ دنده به صورت دستی است.